# Case Study 01
Case Study 01 è il secondo album in studio del cantautore canadese Daniel Caesar, pubblicato il 28 giugno 2019 dalla Golden Child Records.

## Tracce
1. Entropy – 4:21
2. Cyanide – 3:14
3. Love Again (with Brandy) – 3:34
4. Frontal Lobe Muzik (featuring Pharrell Williams) – 3:49
5. Open Up – 4:26
6. Restore the Feeling (featuring Sean Leon and Jacob Collier) – 3:34
7. Superposition (featuring John Mayer) – 4:23
8. Too Deep to Turn Back – 5:18
9. Complexities – 3:50
10. Are You OK? – 6:32

## Classifiche
| Classifica (2019) | Posizione massima |
| ----------------- | ----------------- |
| Australia         | 26                |
| Belgio (Fiandre)  | 186               |
| Canada            | 6                 |
| Lituania          | 57                |
| Paesi Bassi       | 39                |
| Regno Unito       | 89                |
| Stati Uniti       | 17                |